# ASC Port Autonome
El Union Culturelle et Sportive des Travailleurs Port Autonome es un equipo de fútbol de Senegal que juega en la Segunda División de Senegal, la segunda liga de fútbol más importante del país.

## Historia
Fue fundado en el año 1983 en la capital Dakar como el equipo representante de los trabajadores del sector portuario del país, contabilizando actualmente 3 torneos de liga, 1 torneo de copa y 1 torneo de la asamblea entre los títulos obtenidos en su historia.
A nivel internacional ha participado en 5 torneos continentales, donde su mejor participación ha sido en la Copa Confederación de la CAF 2006, en la que avanzó hasta la tercera ronda.
Descendió en la temporada 2006 a causa de la indisciplina mostrada durante el torneo, asociada con la apertura del torneo de Primera División de Senegal. Regresaron a la Liga senegalesa de fútbol en la temporada 2010, peor al quedar en el puesto 8 de 9 equipos, descendió de nuevo. Retorna a la Liga senegalesa de fútbol para la temporada 2012/13 tras ser campeones de la División inferior hasta su descenso al quedar en último lugar en la temporada 2014/15.

## Palmarés
- Liga senegalesa de fútbol: 3

1990, 1991, 2005
- Primera División de Senegal: 1

2012
- Copa senegalesa de fútbol: 1

2000
- Copa Asamblea Nacional de Senegal: 1

2000

## Participación en competiciones de la CAF
| Temporada | Torneo                            | Ronda      | Club               | Casa | Visita | Global      |
| --------- | --------------------------------- | ---------- | ------------------ | ---- | ------ | ----------- |
| 1991      | Copa Africana de Clubes Campeones | 1          | Djoliba AC         | 0-0  | 0-1    | 0-1         |
| 1992      | Copa Africana de Clubes Campeones | Preliminar | SC Praia           | 0-0  | 0-0    | 0-0 (1-3 p) |
| 2001      | Recopa Africana                   | 1          | Club Africain      | 1-1  | 0-1    | 1-1         |
| 2006      | Liga de Campeones de la CAF       | Preliminar | AS Douanes de Lomé | 3-2  | 0-0    | 3-2         |
| 2006      | Liga de Campeones de la CAF       | 1          | USM Alger          | 2-1  | 2-3    | 4-4 (a)     |
| 2006      | Liga de Campeones de la CAF       | 2          | ASEC Mimosas       | 1-0  | 0-6    | 1-6         |
| 2006      | Copa Confederación de la CAF      | 3          | Petro Atlético     | 0-1  | w.o.1  | 0-1         |

1- AS Port Autonome no se presentó al partido de vuelta.